# Canguçu
Canguçu este un oraș în Rio Grande do Sul (RS), Brazilia.